# برودنوف ستاره
برودنوف ستاره (به لهستانی:  Brudnów Stary) یک روستا در لهستان است که در گمینا دالیکوو واقع شده‌است.